# Abaciscus tsinlingensis
Abaciscus tsinlingensis är en fjärilsart som beskrevs av Wehrli 1943. Abaciscus tsinlingensis ingår i släktet Abaciscus och familjen mätare. Inga underarter finns listade i Catalogue of Life.